# GR 171
El GR 171 és un sender de gran recorregut que travessa una part de la Catalunya interior. Va ser homologat el 1995.

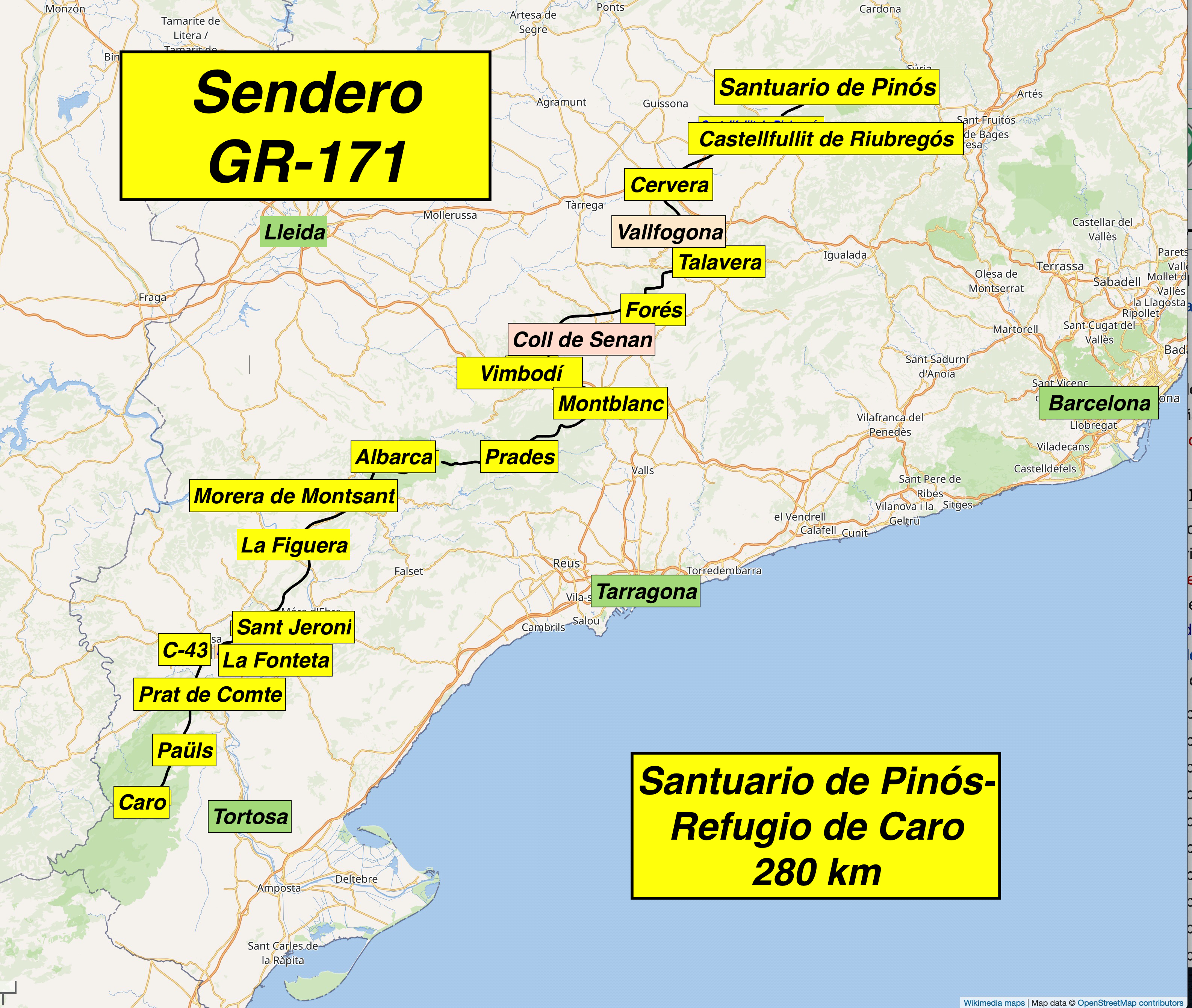
GR-171. Santuario de Pinós- Refugio de Caro

## Recorregut
El sender neix del GR 7 al Santuari de Pinós (Pinós, Solsonès). Recorre, entre d'altres, els municipis de Castellfollit de Riubregós, Cervera i Talavera. Al nucli d'El Fonoll es bifurca donant origen al GR 171-1, que retroba prop de Forès, i poc després es troba amb el GR 175, amb el qual es retrobarà i compartirà recorregut en diverses ocasions.
Ressegueix la serra del Tallat i s'ajunta amb el GR 175 prop del santuari del Tallat. Poc després, al cap del Coll, es torna a bifurcar, donant origen al GR 175-3, i a continuació se separa del GR 175 a prop del Tossal Gros de Vallbona. Segueix cap a Senan, Vimbodí, i el monestir de Poblet, on retroba el GR 175 i es bifurca un cop més donant origen als senders GR 175-2 i GR 171-4.
Continua cap a l'Espluga de Francolí, on retroba el GR 175-2, i es dirigeix, vorejant pel nord les muntanyes de Prades, cap a Montblanc; retroba un cop més el GR 175, i a continuació se'n separa definitivament. Travessa Montblanc, s'enfila a les muntanyes de Prades per la Vall, passa per Rojals i els Cogullons, retroba el GR 171-4, voreja la Mola dels Quatre Termes i el Tossal de la Baltasana i baixa cap a Prades, on es troba amb el GR 65-5, que acompanya durant un tros.
El sender segueix cap a la Morera de Montsant, la Cartoixa d'Escaladei, Cabacés, la Figuera, el Molar i Garcia. Travessa l'Ebre i continua cap a la serra de Pàndols, Prat de Comte, Paüls i Alfara de Carles. Poc després del refugi de Caro es retroba amb el GR 7, finalitzant així el seu recorregut de 292,850 km.

## Variants
- 171-1
- 171-3
- 171-4